# 文化大革命前的十七年
前十七年是中华人民共和国史术语，指的是1949—1966年从中华人民共和国建国到毛泽东发动文化大革命之间的历史时期。

## 词源
“前十七年”来自文革时期对“前十七年”间“修正主义”路线的批判。文革后则成为历史研究中的分期术语。研究对象包括前十七年的教育政策、文学艺术、知识分子政策等。电影史上有“十七年电影”之称。文学史上有“十七年文学”之称。